# Eberhard Seidel (Ökonom)
Eberhard Seidel (* 5. Mai 1936 in Plauen; † 11. Mai 2025 ebenda) war ein deutscher Betriebswirtschaftler und emeritierter Professor der Universität Siegen. Er zählt zu den maßgeblichen Vordenkern und Vorreitern einer ökologieorientierten Betriebswirtschaft.

## Werdegang
Seidel studierte Wirtschaftswissenschaften an den Universitäten Berlin und Wien. Nach seinem Abschluss als Diplom-Kaufmann wurde er 1965 an der Freien Universität Berlin zum Dr. rer. pol. promoviert. An der Justus-Liebig-Universität Gießen habilitierte er sich 1974. Er folgte 1975 einem Ruf an die damalige Universität-Gesamthochschule Siegen (heute: Universität Siegen) auf den Lehrstuhl für „Betriebswirtschaftslehre, insbesondere Organisation“. Als An-Institut der Hochschule gründete Seidel 1989 das Institut für Ökologische Betriebswirtschaft (IÖB), das er bis 2003 leitete. Der von ihm seit 1990 herausgegebene „Forschungsinformationsdienst Ökologisch orientierte Betriebswirtschaftslehre (FÖB)“, 1992 in die Fachzeitschrift „UmWeltwirtschaftsforum (UWF)“ überführt, initiierte die Errichtung einer „Wissenschaftlichen Kommission Umweltwirtschaft“ im Verband der Hochschullehrer für Betriebswirtschaft e. V. auf dessen Jahrestagung im Juli 1990 in Frankfurt a. M.
Mit der Umwidmung seines bisherigen Lehrstuhls in einen Lehrstuhl für „Betriebswirtschaftslehre, insbesondere Umweltwirtschaft“ konnte sich Seidel neben den Vorlesungen zur Organisationslehre auch vermehrt der ökologisch orientierten Betriebswirtschaftslehre zuwenden.
Dazu gehörten neben der Arbeit in Siegen und umfangreicher Publikationstätigkeit weit über 100 Gastvorträge im In- und Ausland, die Erweiterung des „Instituts für Ökologische Betriebswirtschaft“ um eine Zweigstelle in Seidels Heimatstadt und Siegens Partnerstadt Plauen sowie Gastprofessuren an den Universitäten von St. Gallen, Innsbruck und Riga, der Wirtschaftsuniversität Wien und Technischen Universität Chemnitz-Zwickau sowie Gastdozenturen an den Universitäten Lüneburg und Bremen.

## Zentrale Aspekte der Forschung
Nach einer Vielzahl von Arbeiten zur Organisations- und Führungsforschung widmete sich Eberhard Seidel in der zweiten Hälfte der 1980er Jahr verstärkt einer ökologischen Öffnung der Betriebswirtschaftslehre. Er wurde zu einem Vordenker der ökologischen Ökonomie. In seiner historischen Einordnung des Wissenschaftsprogramms der Betriebswirtschaftslehre gesteht Günther Schanz „am ehesten dem von Eberhard Seidel und Heiner Menn konzipierten Ansatz einer ökologisch orientierten bzw., wie hier gesagt werden soll, einer ökologisch verpflichteten Betriebswirtschaftslehre programmatische Bedeutung zu.“
In der von Seidel und Menn vorgelegten Schrift heißt es gleich zu Beginn: „Nachdem sich in den letzten Jahrzehnten die Betriebswirtschaftslehre sozialen Aspekten weit geöffnet hat, ist nunmehr ihre ökologische Öffnung das Gebot der Stunde… Die Schrift will einen Beitrag zu der notwendigen und fälligen Neuorientierung der Betriebswirtschaftslehre leisten. Es kann nicht länger angehen, daß Folgen des betrieblichen Wirtschaftens für die natürliche Umwelt von der Betriebswirtschaftslehre nur peripher oder gar nicht behandelt werden. Es gilt eine ökologisch orientierte und verpflichtete Fachdiskussion anzuregen und zu fördern.“
Daraus sind in den nachfolgenden Jahren weit über 100 Entwicklungs- und Forschungsprojekte sowie ebenfalls weit über 100 Fachpublikationen zur umweltorientierten Betriebswirtschaftslehre in der Autorenschaft von Eberhard Seidel entstanden; außerdem rund 40 Herausgeberschaften und Mit-Herausgeberschaften von Sammelbänden mit Themen zur ökologisch orientierten Betriebswirtschaftslehre.
Philipp Pott verweist in seinen Anmerkungen zur Lebensarbeit von Eberhard Seidel in der Festschrift „Bausteine einer nachhaltigkeitsorientierten Betriebswirtschaftslehre“, erschienen anlässlich des siebzigsten Geburtstags von Seidel, darauf, dass außer seinem grundsätzlichen Beitrag zur ökologischen Öffnung der Betriebswirtschaftslehre auch die Begriffe „ökologisches Controlling / Öko-Controlling“ oder die theoretischen Überlegungen zum „Parasitismus-Syndrom“ auf Seidel zurückgehen. „Seidel deutet das nicht-nachhaltige Wirtschaften als parasitoide Erscheinung und macht dafür – wie für die dadurch ausgelöste Natur- und Umweltzerstörung – ein ‚Organisationsversagen‘ verantwortlich. Entsprechend steht ‚Mutualismus‘ – das biologische Gegenkonzept zum Parasitismus – für Nachhaltigkeit und ist eine künftige epochale ‚Organisationsaufgabe‘.“ Seidels Erst-Autorenschaft von Konzept und Terminus „Ökologisches Controlling, Öko-Controlling“ würdigen auch Stefan Schaltegger und Sandra Kempke.
Auch nach seiner Emeritierung im Jahr 2001 ist der Pioniergeist Eberhard Seidel weiterhin mit seinem wissenschaftlichen Lebensthema unterwegs. So hat er seine bisherigen Arbeiten gemeinsam mit dem Hamburger Unternehmer und Begründer eines umweltgerechten Managementansatzes, Georg Winter, mit dem rechts- und politikwissenschaftlichen Thema der Biokratie (Rechte der Natur) verknüpft. Aus der Zusammenarbeit mit Wissenschaftlern und Praktikern unterschiedlicher Fachrichtungen ist dabei eine neue „Denkschule“ mit „radikal neuen Antworten“ entstanden, unter anderem dokumentiert in einer 20-bändigen betriebswirtschaftliche Schriftenreihe.

## Auszeichnungen
- B.A.U.M.-Umweltpreis im Bereich Wissenschaft (1994)[16]
- Ehrenpromotion (Dr. rer. oec. h.c.) der Universität Riga (1994)
- Auszeichnung der Schweisfurth Stiftung (2016)[17]

## Schriften (Auszug)
- Eberhard Seidel: Zur begrifflichen Explikation von Biokratie. Streiflichter auf 60 Aspekte. In: Eberhard Seidel und Georg Winter (Hrsg.): Abstracts zu den 20 Bänden der Reihe betriebswirtschaftliche Schriften über Rechte der Natur / Biokratie. Metropolis, Marburg 2017, ISBN 978-3-7316-1308-4, S. 79–86 (herausgegeben vom Haus der Zukunft, Marburg).

- Eberhard Seidel: Biokratie und Brundtland-Triade. Die Rechte der Natur in Ökonomie und Organisation. In: Haus der Zukunft Hamburg (Hrsg.): Betriebswirtschaftliche Schriften über Rechte der Natur / Biokratie. Band 1. Metropolis, Marburg 2015, ISBN 978-3-7316-1116-5 (herausgegeben vom Haus der Zukunft, Hamburg).

- Eberhard Seidel: Die Umweltkostenrechnung als Baustein eines biokratischen Controlling. In: Haus der Zukunft Hamburg (Hrsg.): Betriebswirtschaftliche Schriften über Rechte der Natur / Biokratie. Band 8. Metropolis, Marburg 2015, ISBN 978-3-7316-1160-8 (herausgegeben vom Haus der Zukunft, Hamburg).

- Eberhard Seidel: Georg Winter - Pionier der umweltbewussten Unternehmungsführung. Festschrift für Georg Winter zum 70. Geburtstag. Metropolis, Marburg 2012, ISBN 978-3-89518-880-0.

- Eberhard Seidel: Betriebliches Umweltmanagement im 21. Datumhundert – Aspekte, Aufgaben, Perspektiven. Springer Verlag, Heidelberg 1999, ISBN 978-3-540-66404-8.

- Eberhard Seidel: Ökologisches Controlling. Zur Konzeption einer ökologisch verpflichteten Führung von und in Unternehmen. In: Rolf Wunderer (Hrsg.): Betriebswirtschaftslehre als Management- und Führungslehre. 3. Auflage. Poeschel, Stuttgart 1995, ISBN 3-7910-0387-9, S. 354–371 (herausgegeben vom Haus der Zukunft, Hamburg).

- Eberhard Seidel: Führung. In: Hans Corsten (Hrsg.): Lexikon der Betriebswirtschaftslehre. 3. Auflage. Oldenbourg, München 1995, ISBN 978-3-486-22657-7, S. 272–276.

- Eberhard Seidel: Betriebliche Umweltökonomie. Reader zur ökologieorientierten Betriebswirtschaftslehre (1988-1991). Gabler, Wiesbaden 1993, ISBN 978-3-409-13816-1 (herausgegeben mit Heinz Strebel).

- Eberhard Seidel: Betrieblicher Umweltschutz – Landschaftsökologie und Betriebswirtschaftslehre. Gabler, Wiesbaden 1992, ISBN 978-3-409-13897-0.

- Eberhard Seidel: Die Marktwirtschaft vor der ökologischen Herausforderung. In: GAIA, Ecological Perspectives in Science, Humanities and Economics. 1. Jahrgang, Nr. 2, 1992, S. 95–104.

- Eberhard Seidel: Die Rolle der Banken im Ökologisierungsprozess der Wirtschaft. In: ÖBA Bank-Archiv – Zeitschrift für das gesamte Bank- und Börsenwesen. 40. Jahrgang, 1992, S. 1093–1103.

- Eberhard Seidel: Umwelt und Ökonomie. Reader zur ökologieorientierten Betriebswirtschaftslehre. Gabler, Wiesbaden 1991, ISBN 978-3-409-13806-2 (herausgegeben mit Heinz Strebel).

- Eberhard Seidel, Heiner Menn: Ökologisch orientierte Betriebswirtschaft. Kohlhammer, Stuttgart 1988, ISBN 3-17-009962-0.

- Eberhard Seidel, Rüdiger H. Jung: Führungstheorien, Geschichte der. In: Alfred Kieser, Gerhard Reber und Rolf Wunderer (Hrsg.): Handwörterbuch der Führung. Poeschel, Stuttgart 1987, ISBN 3-7910-8028-8, Sp. 774–789.

- Eberhard Seidel,  Rüdiger H. Jung, Wolfgang Redel: Führungsstil und Führungsorganisation. Band 1. Wissenschaftliche Buchgesellschaft, Darmstadt 1988, ISBN 3-534-08899-9.

- Eberhard Seidel,  Rüdiger H. Jung, Wolfgang Redel: Führungsstil und Führungsorganisation. Band 2. Wissenschaftliche Buchgesellschaft, Darmstadt 1988, ISBN 3-534-09364-X.

- Eberhard Seidel, H. Burger, M. Auburger: BBC-Anlagenplanspiel. Modellkonstruktion und Einsatzpraxis. In: Die Unternehmung. 37. Jahrgang, 1983, S. 63–81.

- Eberhard Seidel: Betriebliche Führungsformen. Geschichte – Konzept – Hypothesen – Forschung. Poeschel, Stuttgart 1978, ISBN 3-7910-0188-4.

- Eberhard Seidel: Zur Bestimmung der Grenzen dezentraler Unternehmensführung. Problemanalyse des Geschäftsbereichs-Konzepts als Aufgabe betrieblicher Organisationsplanung. In: Journal für Betriebswirtschaft. 26. Jahrgang, 1976, S. 163–177.